# Тоти, Джованни
Джованни Тоти (итал. Giovanni Toti; 7 сентября 1968, Виареджо, провинция Лукка, Тоскана) — итальянский журналист и политик, губернатор Лигурии (2015—2024).

## Биография
Родился 7 сентября 1968 года в Виареджо, сын содержателя гостиницы. Провёл детство с семьёй в провинции Масса-Каррара. Окончил Миланский университет, где изучал политологию.
В 1996 году начал работать в Mediaset стажёром. В 1997 году дебютировал в тележурнале Studio Aperto. В октябре 2006 года вступил в миланскую ассоциацию журналистов Ordine dei giornalisti и начал работать в новостной организации Videonews. В 2009 году стал соведущим программы «Studio Aperto» и автором идей для выпусков программы «Lucignolo e Live» на телеканале Italia 1.
22 февраля 2010 года сменил Марио Джордано во главе «Studio Aperto». В 2012 году получил премию «Premio Penisola Sorrentina Arturo». 28 марта 2012 года стал главным редактором тележурнала TG4, оставаясь во главе «Studio Aperto».

### Начало политической карьеры
24 января 2014 года при содействии Сильвио Берлускони был назначен политическим координатором партии «Вперёд, Италия». Возглавил партийный список в избирательном округе Северо-Западной Италии (Лигурия, Ломбардия, Пьемонт и Валле-д’Аоста) на выборах в Европейский парламент 25 мая 2014 года, оставив свою журналистскую деятельность в «Mediaset», и был избран. Являлся депутатом Европарламента с июля 2014 по июль 2015 года.
К лету 2014 года пресса стала называть Джованни Тоти наряду с Алессандро Каттанео и Раффаэле Фитто одним из лидеров движения за обновление партии «Вперёд, Италия».

### Губернатор Лигурии

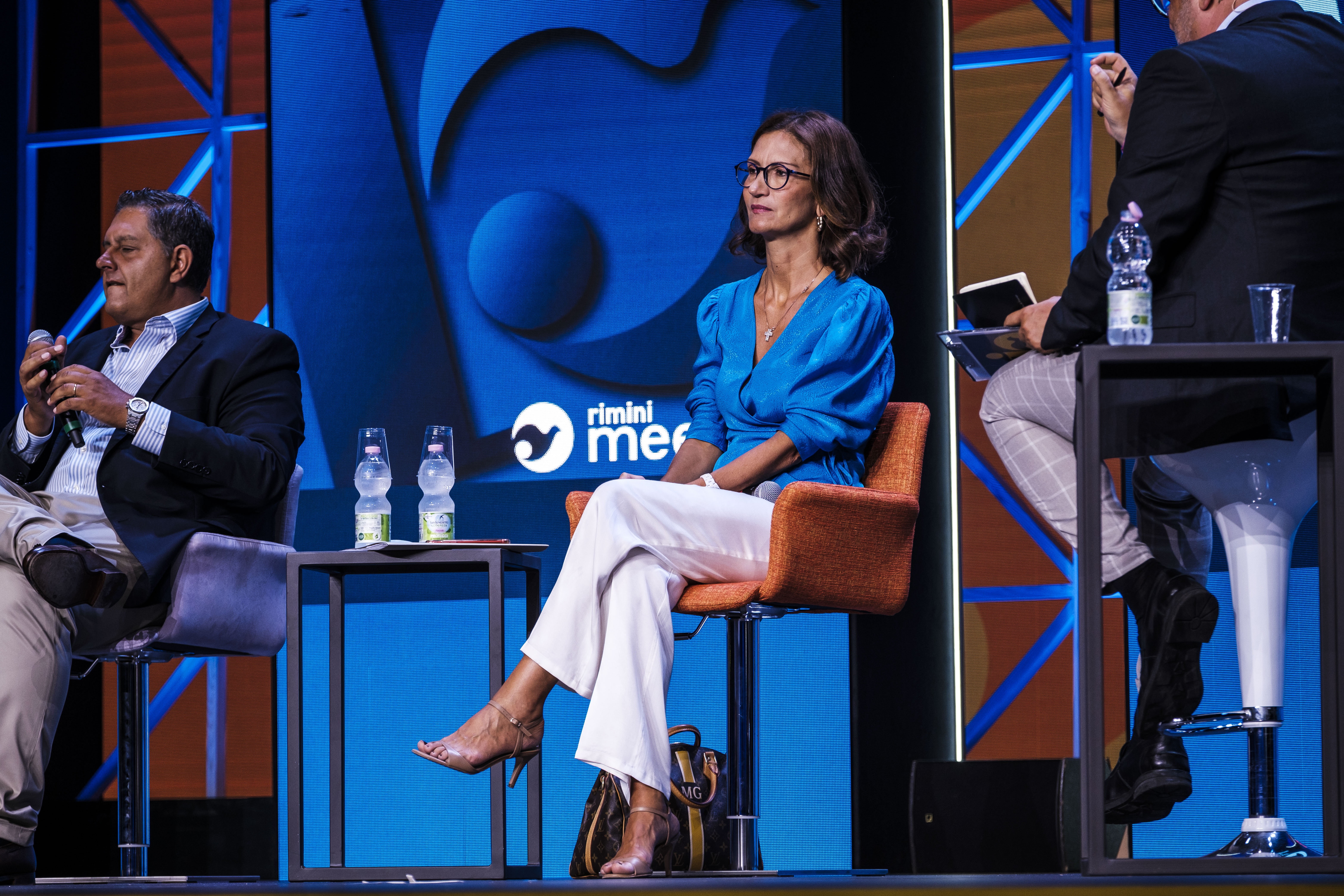
Тоти и министр по делам регионов Мариастелла Джельмини на митинге в Римини (2021 год)

30 мая 2015 года возглавляемая Тоти коалиция в составе партий «Вперёд, Италия», Лига Севера, Братья Италии – Национальный альянс и популяристский список «Area Popolare» набрала 34,44 % голосов на региональных выборах в Лигурии, которых ей хватило для обретения 15 из 30 мест в региональном совете. Левоцентристская коалиция во главе с правящей Демократической партией получила 27,84 % голосов и 8 мест в совете.
11 июня 2015 года Тоти официально вступил в должность губернатора Лигурии.
8 июля 2015 года Тоти сформировал региональное правительство, в котором сам занял должность асессора по бюджету и имуществу.
14 августа 2018 года в столице Лигурии Генуе обрушился путепровод Моранди, вследствие чего погибло более тридцати человек. В тот же день на место трагедии прибыл премьер-министр Конте.
1 августа 2019 года Тоти объявил о выходе из партии «Вперёд, Италия», объяснив своё решение отказом Сильвио Берлускони от любых шагов к обновлению, необходимому после низких результатов партии на парламентских и европейских выборах, что ведёт её к краху.
26 мая 2021 года вместе с мэром Венеции Луиджи Бруньяро объявил о создании парламентской фракции и комитета учредителей новой правоцентристской партии «Coraggio Italia», в которую были намерены перейти 24 депутата и 7 сенаторов.

### Уголовное преследование
7 мая 2024 года помещён под домашний арест в ходе расследования по коррупционным обвинениям. Судья Генуи, занимающийся предварительным рассмотрением дела, заявил, что Тоти использовал должностное положение в пользу нескольких частных предпринимателей, которые финансировали четыре его избирательные кампании, последовавшие одна за другой в течение 18 месяцев в 2021 и 2022 году. 1 августа 2024 года отпущен из-под домашнего ареста.
Обязанности губернатора временно начал исполнять заместитель Тоти — Алессандро Пиана (Alessandro Piana).
26 июля 2024 года Тоти объявил о своей отставке (досрочные выборы должны состояться в течение трёх месяцев).
Судебное разбирательство по делу назначено на 5 ноября 2024 года. Одновременно по делу будет проведён процесс над Альдо Спинелли, предпринимателем в области логистики порта, и Паоло Эмилио Синьорини, бывшим начальником администрации порта Западной Лигурии.
Тоти грозит 2 года 1 месяц тюрьмы. Он заключил сделку со следствием.

## Личная жизнь
В 2003 году женился на Сирии Магри, которая также работала в программе Studio Aperto и продолжает журналистскую работу на Videonews; детей в семье нет. Журналистка Алессандра Менцани утверждала в 2014 году, что Тоти коллекционирует галстуки, много курит, не ходит в кино (поскольку там невозможно разговаривать по мобильному телефону), не слушает музыку. На тот момент у него не было учётной записи в Твиттере, а в Фейсбуке у него было 17 друзей (все — женщины), но он не оставлял там новых постов в течение четырёх лет.